# Czy leci z nami pilot?
Czy leci z nami pilot? (ang. Airplane!) – amerykańska komedia z 1980 roku parodiująca filmy katastroficzne.

## Fabuła
Ted Striker (Robert Hays) po traumatycznych przeżyciach wojennych boi się latać. Aby odzyskać dziewczynę Elaine (Julie Hagerty), która pracuje jako stewardesa, pokonuje swój strach i kupuje bilet na samolot, w którym pracuje Elaine. Po obiedzie piloci ulegają zatruciu pokarmowemu, więc Ted, mimo strachu, musi opanować samolot. Wspierają go w tym na pokładzie Elaine i psychiatra dr Rumack (Leslie Nielsen) oraz naziemny kontroler lotów McCroskey (Lloyd Bridges).

## Obsada
- Robert Hays – Ted Striker
- Julie Hagerty – Elaine Dickinson
- Leslie Nielsen – dr Rumack
- Lloyd Bridges – Steve McCroskey
- Kareem Abdul-Jabbar – Roger Murdock
- Peter Graves – kapitan Oveur
- Lorna Patterson – Randy
- Robert Stack – Rex Kramer
- Stephen Stucker – Johnny

## Nagrody i wyróżnienia
- Złote Globy 1980
  - najlepsza komedia/musical (nominacja)
- Nagrody BAFTA 1981
  - najlepszy scenariusz (nominacja)
- Writers Guild of America Awards 1981
  - najlepsza adaptowana komedia (nagroda)
- Nagroda Młodych Artystów 1981
  - Ross Harris – najlepszy młody aktor komediowy (nominacja)
  - Jill Whelan – najlepsza młoda aktorka komediowa (nominacja)
- Nagroda Satelita 2005
  - najlepszy klasyk na DVD (nominacja)
  - najlepsze dodatki na DVD (nominacja)